# Santanadactylus
 Santanadactylus  („Santanafinger“) war ein Flugsaurier aus Südamerika. Fossilien dieser Gattung stammen aus den 110 Millionen Jahre alten Sedimentgesteinen der unterkreidezeitlichen Santana-Formation in Brasilien.
P. H. de Buisonjé veröffentlichte 1980 die wissenschaftliche Erstbeschreibung dieses Flugsauriers. Seine systematische Stellung ist bislang noch nicht vollständig geklärt, so ordnete ihn Bennet 1989 bei den Dsungaripteridae ein und erwog auch, dass es sich bei dem Fund um eine Mischung von Knochen zweier Arten handelt. Kellner & Campos stellten ihn in ihrer Arbeit von 1992 zu den Tapejaridae. Benannt ist die Gattung nach ihrem Fundort, der Santana-Formation und dem langen Flugfinger („dactylus“). Das Artepitheton ehrt Johann Baptist von Spix, einem der beiden Erstentdecker der Fossilien in der Santana-Formation.
Im Gegensatz zu den anderen Vertretern der Gattung S. brasiliensis, S. araripensis und S. pricei ist die Zugehörigkeit von S. spixi in die Gattung nicht vollständig geklärt.